# Planck (cráter)
Planck es un enorme cráter de impacto que se encuentra en el hemisferio sur de la cara oculta de la Luna, por lo que no se puede divisar desde la Tierra. Se encuentra al oeste de la llanura amurallada de Poincaré, otra enorme formación solo ligeramente más grande que Planck. Ambas formaciones son más grandes que la llanura amurallada de Bailly, el cráter más grande de la cara visible de la Luna. Situado sobre el sector sureste del borde de Planck, se halla el cráter Prandtl, mientras que en el noreste se sitúa Hildegard.
|  |  |

Al igual que en el caso de muchas formaciones lunares de este tamaño, el borde exterior de Planck ha sido dañado y erosionado por impactos menores, dejando un rugoso anillo de picos y crestas interrumpido e interceptado por pequeños cráteres. El borde occidental de esta llanura amurallada aparece claramente cubierto por un largo valle lunar de 450 km de longitud, designado Vallis Planck. Sin embargo, a pesar de su nombre, la orientación de este valle en realidad es radial con respecto a la llanura amurallada del cráter Schrödinger, situado al sur.
La característica más notable en el suelo interior de Planck es una formación de varios cráteres en la mitad norte, designados Planck W, Planck Y, Planck Z, Planck B y Planck A. El interior de Planck Y ha sido casi completamente inundado por la lava, dejando solo un perímetro poco profundo. Del mismo modo, Planck Z también ha sido inundado, aunque su borde es algo más prominente. El interior de Planck B está parcialmente ocupado por un cráter concéntrico, y el suelo contiene varias hendiduras. El resto del suelo de Planck es bastante nivelado y liso, al menos en comparación con el terreno circundante. Esto es particularmente cierto en un arco adyacente a la pared interior septentrional. La mitad sur del cráter es algo más irregular, aunque sigue formando planicies en algunas zonas. Numerosos pequeños cráteres se localizan en el interior de Planck, incluyendo las huellas de algunos cráteres palimpsestos.

## Cráteres satélite

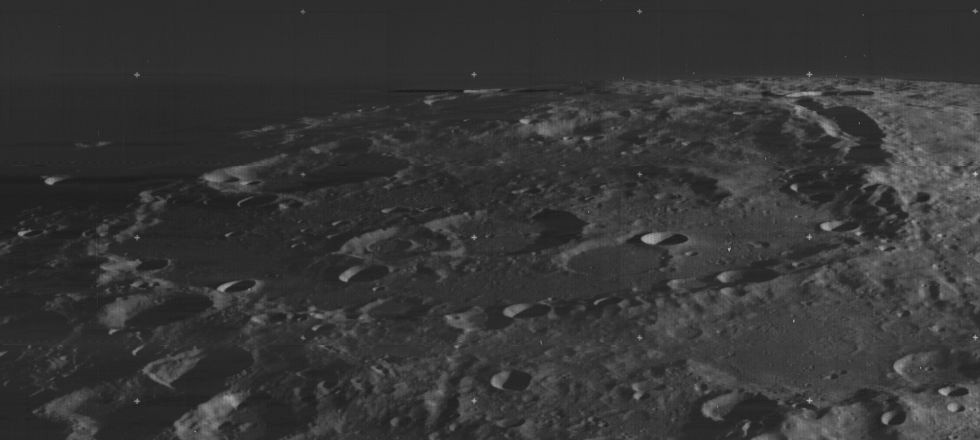
Vista oblicua desde el Lunar Orbiter 3, mirando al sur.

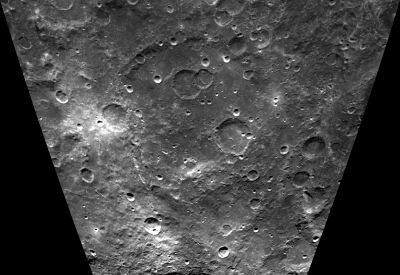
Fotografía de la misión Clementine (1994)

Por convención estos elementos son identificados en los mapas lunares poniendo la letra en el lado del punto medio del cráter que está más cercano a Planck.
|        | \| Planck \| Coordenadas \| Diámetro \| \| ------ \| ------------------------------- \| -------- \| \| A \| 54°42′S 137°18′E / -54.7, 137.3 \| 19 km \| \| B \| 56°00′S 137°24′E / -56.0, 137.4 \| 46 km \| \| C \| 53°24′S 141°18′E / -53.4, 141.3 \| 43 km \| \| J \| 62°54′S 145°18′E / -62.9, 145.3 \| 26 km \| \| K \| 65°00′S 146°12′E / -65.0, 146.2 \| 23 km \| \| L \| 66°54′S 141°48′E / -66.9, 141.8 \| 23 km \| \| W \| 56°00′S 131°12′E / -56.0, 131.2 \| 17 km \| \| X \| 54°18′S 129°30′E / -54.3, 129.5 \| 25 km \| \| Y \| 55°00′S 132°00′E / -55.0, 132.0 \| 40 km \| \| Z \| 56°24′S 135°12′E / -56.4, 135.2 \| 72 km \| |          |
| Planck | Coordenadas | Diámetro |
| A      | 54°42′S 137°18′E / -54.7, 137.3 | 19 km    |
| B      | 56°00′S 137°24′E / -56.0, 137.4 | 46 km    |
| C      | 53°24′S 141°18′E / -53.4, 141.3 | 43 km    |
| J      | 62°54′S 145°18′E / -62.9, 145.3 | 26 km    |
| K      | 65°00′S 146°12′E / -65.0, 146.2 | 23 km    |
| L      | 66°54′S 141°48′E / -66.9, 141.8 | 23 km    |
| W      | 56°00′S 131°12′E / -56.0, 131.2 | 17 km    |
| X      | 54°18′S 129°30′E / -54.3, 129.5 | 25 km    |
| Y      | 55°00′S 132°00′E / -55.0, 132.0 | 40 km    |
| Z      | 56°24′S 135°12′E / -56.4, 135.2 | 72 km    |